# Jost Göldlin von Tiefenau

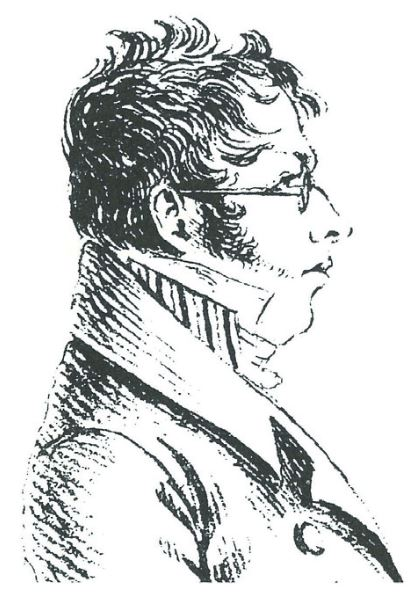
Jost Göldin von Tiefenau

Jost Göldlin von Tiefenau (* 21. Mai 1781 in Luzern; † 14. November 1850 ebenda) war ein eidgenössischer Oberst und Regierungsrat des Kantons Luzern. Er war der erste Oberdirektor der eidgenössischen Zentralmilitärschule Thun.

## Leben
Alphons Jost Johann Baptist Göldlin entstammt der katholischen Patrizierfamilie Göldlin von Tiefenau. Er war der Sohn des Schweizer Offiziers Joseph Ulrich Göldlin von Tiefenau (1724–1818). Sein Bruder war der Schweizer Generalmajor Johann Baptist Ludwig Göldlin von Tiefenau (1773–1855).
Nach einer militärischen Ausbildung trat er 1798 als zweiter Leutnant der Artilleriekompanie in die helvetische Legion. 1803 nahm er als erster Lieutenant in französischen Diensten am Feldzug nach Cherbourg teil. Er war Offizier unter Napoleon Bonaparte und unter Joachim Murat, König von Neapel. Da er sich bei der Belagerung von Capri auszeichnete, erhielt er den Verdienstorden von Neapel und beiden Sizilien. Später trat er als Hauptmann in das Marine-Artillerieregiment, das er 1810 wieder verliess. 1812 heiratete er Josefina Achermann.
1815 wurde er zum eidgenössischen Oberst der Artillerie befördert. Während der Grenzbesetzung von 1815 hatte er den Oberbefehl über die von der Schweiz bei der Belagerung von Hüningen verwendete Artillerie. Er war Mitverfasser des Militärreglements von 1817 und des ersten schweizerischen Militärstrafgesetzbuches. Von 1818 bis 1828 war er der erste Oberdirektor an der neuen eidgenössischen Zentralmilitärschule in Thun.
1814 wirkte er beim Staatsstreich in Luzern mit. Von 1814 bis 1830 war er im Kleinrat (Regierungsrat) und «Heimlicher» des Kantons Luzern sowie Staatsbauherr und bis 1836 Mitglied des Luzerner Kriegsrates. Als solcher bekleidete er auch die Stelle eines Militärdirektors und Inspektors der Artillerie und des Zeughauses.